# Ayn Issa
Ayn Issa (tiếng Ả Rập: عين عيسى, tiếng Kurd: Bozanê) là một thị trấn và nahiyah trong huyện Tell Abyad của Tỉnh Raqqa ở Syria. Nó nằm ở giữa thị trấn biên giới Tell Abyad và thủ đô khu vực Raqqa.

## Nội chiến Syria
Vào tháng 6 năm 2015, Ayn Issa đã được thực hiện trên của người Kurd -led nhân dân bảo vệ đơn vị (YPG), nữ bảo vệ đơn vị (YPJ) và Lữ đoàn Raqqa cách mạng trong quá trình họ Abyad tấn công biết chính xác. Mặc dù nó đã bị các chiến binh Nhà nước Hồi giáo chiếm lại trong một thời gian ngắn, nó đã được YPG thu hồi vào đầu tháng 7..

### Trại tị nạn Ayn Issa
Kể từ tháng 4 năm 2016, trại tị nạn Ayn Issa đã được thành lập ở ngoại ô Ayn Issa, nơi có khoảng 9.000 người tị nạn vào tháng 7 năm 2018, chủ yếu là những người di cư nội bộ Syria từ các thống đốc Deir-Ez-Zor và Raqqa.